# Kimi Räikkönen
Kimi-Matias Räikkönen [ˈkimi ˈmɑtiɑs ˈræikːønen] (* 17. Oktober 1979 in Espoo) ist ein ehemaliger finnischer Automobilrennfahrer. Er fuhr von 2001 bis 2009 sowie von 2012 bis 2021 in der Formel 1, sein größter Erfolg war der Gewinn des Weltmeistertitels im Jahr 2007 für Ferrari. Von 2020 bis 2022 hielt er den Rekord der meisten bestrittenen Rennen, zuletzt 349, bis er 2022 von Fernando Alonso überboten wurde. In diesen ging er bei 21 Rennen als Sieger hervor, zudem erzielte Räikkönen 46 schnellste Rennrunden.
In seiner Formel-1-Pause 2010/2011 fuhr Räikkönen in der Rallye-Weltmeisterschaft und bestritt dort insgesamt 21 Rallyes.
Räikkönen ist nicht zuletzt durch sein mediales Auftreten als zumeist schweigsamer, kühl wirkender und eher introvertierter Sportler bekannt; daher stammt auch sein Spitzname Iceman, den er sich selbst – z. B. als Tattoo auf seinem linken Unterarm und lackiert auf seinem Helm – zu eigen machte.

## Karriere

### Kartsport (1988–1998)
Räikkönen begann 1988 im Alter von neun Jahren mit dem Motorsport und startete zunächst im Kartsport in den finnischen Junioren-Klassen, wo er mehrere Siege einfuhr. 1991 gewann er die finnische Kartmeisterschaft der Minis, ein Jahr später gelang ihm dies in der Klasse Raket Junior. Sein erster großer Erfolg war 1994 der zweite Platz im finnischen Raket-Kart-Cup. 1995 gelang Räikkönen sein erster Sieg in der finnischen Kartmeisterschaft der Klasse A, die er 1997 und 1998 für sich entschied.

### Formel Renault (1999–2000)
Danach wechselte er in den Formelsport und startete 1999 bei vier Rennen der britischen Formel Renault. Die anschließende Winterserie der britischen Formel Renault beendete der Finne als Erster und startete im Jahr 2000 in der britischen Formel Renault, die er mit sieben von zehn gewonnenen Rennen für sich entschied. Nachdem Räikkönen in seinen beiden ersten Rennen im Formel Renault 2.0 Eurocup zwei Siege hatte verbuchen können, lud ihn Formel-1-Teamchef Peter Sauber, der noch eines seiner beiden Cockpits für die Saison 2001 zu besetzen hatte, im Winter 2000/01 zu Testfahrten nach Mugello ein. Räikkönen, der bisher bei 23 Monoposto-Rennen gestartet war, ließ dabei erfahrenere Mitbewerber um das Formel-1-Cockpit hinter sich. Kurze Zeit später verkündete das Sauber-Team die offizielle Verpflichtung Räikkönens für die Saison 2001, was für großes öffentliches Erstaunen sorgte. Sauber wurde für seine Risikobereitschaft heftig kritisiert und die FIA gestand dem jungen Finnen die Superlizenz zunächst nur für vier Rennen auf Probe zu.

### Formel 1 (2001–2009)

#### Sauber (2001)
Räikkönens Formel-1-Karriere begann damit beim Großen Preis von Australien am 4. März 2001 auf dem Albert Park Circuit in Melbourne. Er erzielte gleich in seinem ersten Rennen als Sechster eine Platzierung in den Punkterängen. Räikkönen beendete seine erste Formel-1-Saison mit insgesamt neun Punkten als Zehnter der Gesamtwertung und trug zum besten Teamergebnis in der Geschichte des Sauber-Teams bei, das mit 21 Punkten Platz vier der Konstrukteure erreichte.
Räikkönens Debütsaison war zugleich die letzte des zweifachen finnischen Weltmeisters Mika Häkkinen, der ihn bei seinem Arbeitgeber McLaren als seinen Nachfolger empfahl. Das britische Team ging auf die Empfehlung ein und kaufte Räikkönen aus seinem Sauber-Vertrag heraus, um ihn für die Saison 2002 an der Seite David Coulthards verpflichten zu können. Damit zog man Räikkönen seinem Teamkollegen Nick Heidfeld vor, der bereits seit einigen Jahren von McLaren unterstützt worden war.

#### McLaren (2002–2006)

##### 2002

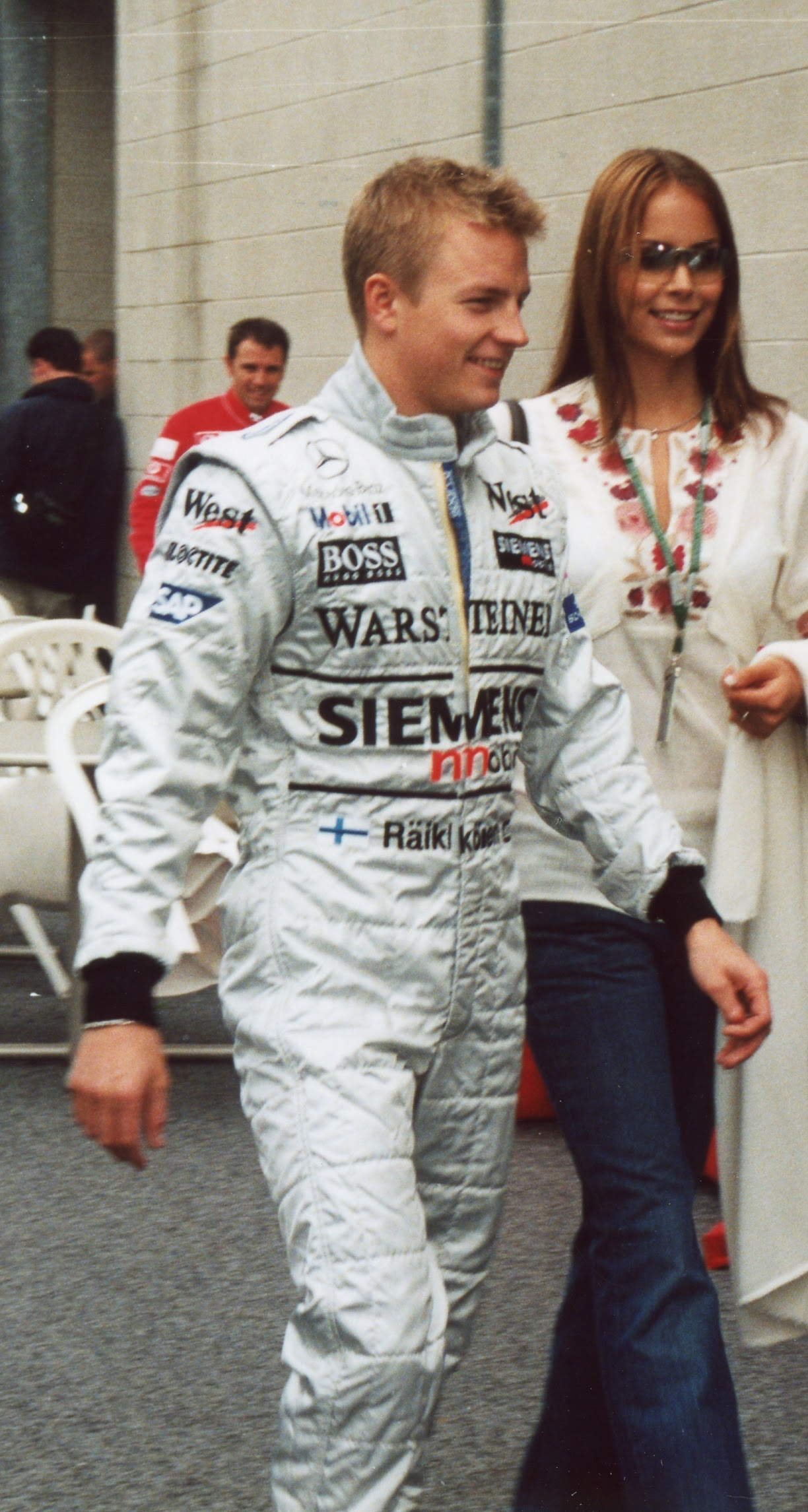
McLaren-Pilot Räikkönen, 2002

In seinem ersten Rennen für das McLaren-Team errang Räikkönen als Dritter seinen ersten Podest-Platz und fuhr seine erste schnellste Rennrunde. Im weiteren Verlauf der Saison schieden beide McLaren-Piloten häufig durch technische Defekte aus, in Frankreich gewann Räikkönen jedoch beinahe sein erstes Rennen. Kurz vor Schluss lag er vor Weltmeister Michael Schumacher in Führung, rutschte jedoch in der Adelaide-Haarnadel auf einem Ölfleck aus und musste Schumacher passieren lassen. Am Saisonende war er mit 24 Punkten Sechster der Fahrerweltmeisterschaft – direkt hinter seinem Teamkollegen Coulthard mit 41 Punkten.

##### 2003
In die Saison 2003 gingen Räikkönen und McLaren wenig optimistisch, da das Team mit einer Weiterentwicklung des Vorjahresmodells antreten musste und bereits 2002 im Kampf um Platz zwei der Konstrukteursweltmeisterschaft von Williams überholt worden war. Doch Räikkönen gewann bereits beim zweiten Lauf in Malaysia auf dem Sepang International Circuit sein erstes Formel-1-Rennen. Auch beim anschließenden chaotischen Regenrennen zwei Wochen später in Brasilien wurde Räikkönen nach dem Rennabbruch in der 54. Runde zunächst als Sieger gewertet und gefeiert. Später musste die Rennleitung jedoch einen Fehler eingestehen und Räikkönen verlor seinen Sieg an den zunächst zweitplatzierten Giancarlo Fisichella im Jordan. Die Tendenz der unerwarteten Wettbewerbsfähigkeit bestätigte sich allerdings auch im weiteren Verlauf der Saison, an deren Ende Räikkönen zwar keinen weiteren Sieg hatte verbuchen können, aber dennoch mit insgesamt zehn Podestplatzierungen und nur zwei Punkten Rückstand überraschend Vizeweltmeister hinter Ferrari-Pilot Michael Schumacher wurde. Dabei hatte Räikkönen bis zum letzten Rennen Chancen auf den Titelgewinn.

##### 2004
In der Saison 2004 litt der McLaren MP4-19 unter Kühlungsproblemen. Räikkönen und Coulthard schieden durch zahlreiche Motorschäden und andere technische Defekte aus. Erst mit der verbesserten Version, dem MP4-19B, folgten weitere Podestplätze sowie Räikkönens zweiter Grand-Prix-Sieg in Belgien. Räikkönen wurde 2004 mit 45 Punkten Siebter der Fahrerweltmeisterschaft und das McLaren-Team mit 69 Punkten Fünfter in der Konstrukteursmeisterschaft. Damit lag Räikkönen erneut vor seinem Teamkollegen Coulthard, der McLaren zum Ende der Saison verließ.

##### 2005

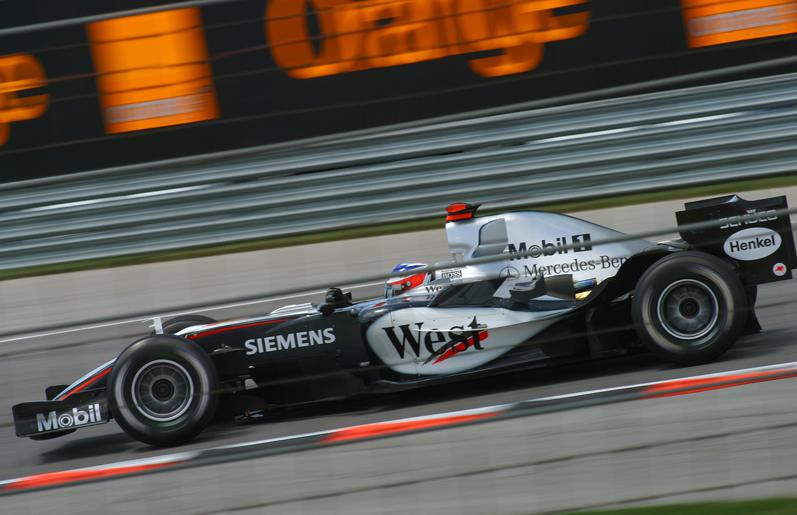
Vize-Weltmeister 2005 im McLaren MP4-20 Mercedes 3.0 V10

In der Saison 2005 zeigte sich der neue McLaren MP4-20 im Vergleich zum Vorjahr stark verbessert. Räikkönen ließ seinem neuen Teamkollegen Juan Pablo Montoya im internen Fahrerduell keine Chance, musste sich jedoch dem späteren Weltmeister Fernando Alonso im Renault geschlagen geben. Räikkönen hatte zwar mit seinem MP4-20 das schnellste Fahrzeug der Saison 2005, das allerdings im Gegensatz zum Renault nach wie vor Probleme mit der Zuverlässigkeit hatte. So schied Räikkönen in drei Rennen der Saison in Führung liegend wegen technischer Defekte aus – beim Großen Preis von Europa sogar in der letzten Runde, nachdem seine Radaufhängung als Folge eines Bremsplatten gebrochen war. Weitere Rennen beendete er nach Strafversetzungen in der Startaufstellung, die er wegen Motorschäden erhalten hatte, nach Aufholjagden nur mit den Plätzen zwei bis vier.
In Japan startete Räikkönen von Startplatz 17, überholte Gegner wie Michael Schumacher und Alonso und in der letzten Runde den bis dahin führenden Fisichella und gewann das Rennen. Räikkönen wurde in der Endabrechnung zum zweiten Mal Vizeweltmeister und hatte dabei 21 Punkte Rückstand auf Alonso, der wie Räikkönen sieben Siege errungen hatte.

##### 2006

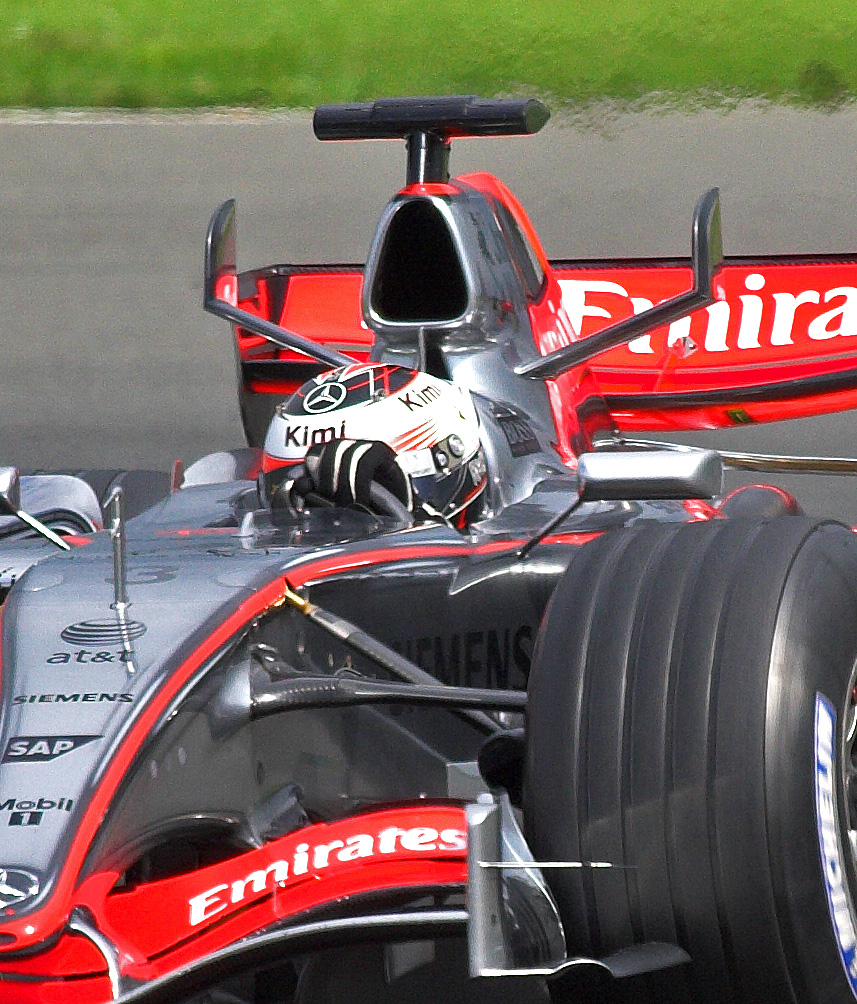
Räikkönen bei Testfahrten im MP4-21 von 2006

Für die Saison 2006 stand Räikkönen weiterhin bei McLaren unter Vertrag und war wie im Vorjahr schneller als sein Teamkollege Montoya. Nachdem Montoya und Räikkönen beim Großen Preis der USA bereits in der zweiten Kurve kollidiert und ausgeschieden waren, verließ der Kolumbianer überraschend das Team und wechselte in die amerikanische NASCAR-Serie. Räikkönens neuer Teamkollege wurde der bisherige Testpilot Pedro de la Rosa, der Montoya verletzungsbedingt schon einmal im Vorjahr vertreten hatte.
Räikkönen kam sechsmal aufs Podium, fuhr dreimal auf die Pole-Position, gewann aber kein Rennen. Beim Großen Preis von Monaco musste er an zweiter Stelle liegend mit defektem Hitzeschild aufgeben, in Ungarn kollidierte er in Führung liegend beim Überrunden mit Vitantonio Liuzzi und beim Großen Preis von Kanada brachten ihn zwei verpatzte Boxenstopps um die Siegchance. Auch in China lag er auf dem zweiten Platz, bis ein Elektronikdefekt sein Rennen beendete. Sein Saisonhöhepunkt blieb das erste Rennen in Bahrain, wo er vom 22. und letzten Startplatz noch auf den dritten Platz vorfuhr. Er wurde am Saisonende Fünfter der Fahrerweltmeisterschaft mit 65 Punkten. Für McLaren war es die erste sieglose Saison seit 1996.
Beim Großen Preis von Italien in Monza wurde offiziell bekannt gegeben, dass Räikkönen in der Saison 2007 der Nachfolger von Michael Schumacher bei Ferrari werden und ein Jahresgehalt von rund 22 Millionen Euro verdienen soll. Sein neuer Teamkollege wurde der Brasilianer Felipe Massa. Schon am Anfang seiner McLaren-Mercedes-Ära wurden immer wieder Wechselgerüchte zu Ferrari von der Presse eingeräumt, die sich aber erst im Spätsommer 2006 bestätigten. Räikkönens Platz bei McLaren nahm Alonso ein, neuer Teamkollege des damaligen Weltmeisters wurde der damalige GP2-Meister Lewis Hamilton.

#### Ferrari (2007–2009)

##### 2007

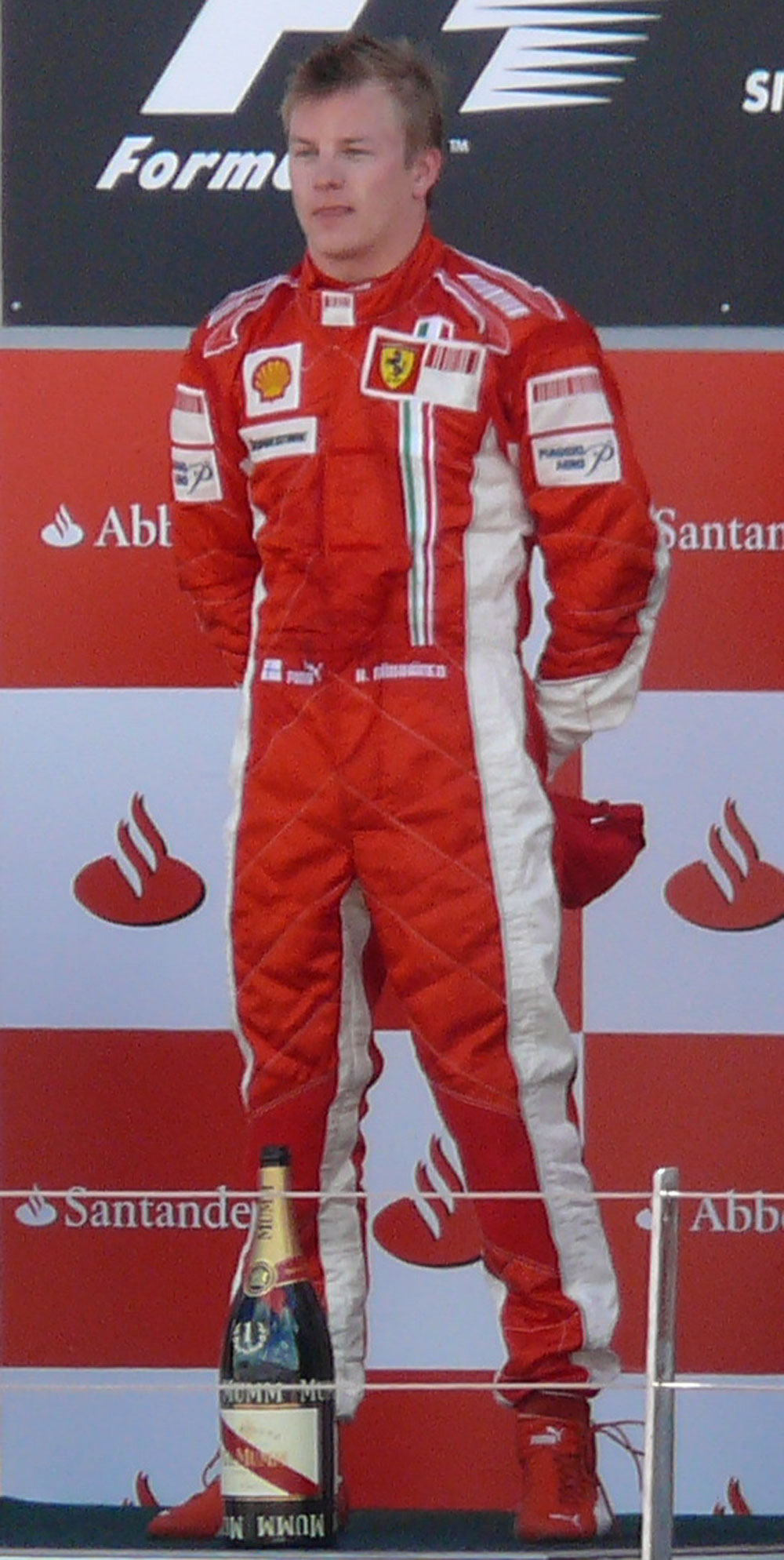
Sieg in Silverstone: Ferrari-Pilot Räikkönen, 2007

Seinen ersten Sieg für Ferrari feierte Räikkönen gleich beim ersten Rennen 2007 in Australien, nachdem er im Qualifying die Pole-Position erreicht hatte. Er ist der erste Ferrari-Fahrer seit Nigel Mansell, der bei seinem ersten Rennen für die Scuderia gewann, und der erste Fahrer seit Juan Manuel Fangio im Jahr 1956, der in diesem von der Pole-Position gestartet ist. Beim zweiten Rennen in Malaysia wurde Räikkönen hinter Alonso und Hamilton Dritter. Beim Großen Preis von Bahrain wurde er ebenfalls Dritter und in Spanien fiel er nach einem Kabelbruch an der Lichtmaschine aus. In Monaco erreichte er den achten Platz, da er sich im zweiten Qualifying einen Fahrfehler leistete und von Platz 16 starten musste. Bei den Nordamerikarennen fuhr er den fünften Platz in Kanada und Platz vier beim Rennen in Indianapolis ein. Beim Großen Preis von Frankreich gewann Räikkönen vor seinem Teamkollegen Massa. In Silverstone beim Großen Preis von Großbritannien gewann er erneut und feierte damit seinen dritten Saisonsieg. Es war das fünfte Mal in Folge, dass Räikkönen in Silverstone auf dem Podium stand.
Beim Europa-Grand-Prix auf dem Nürburgring schied er an dritter Stelle liegend aus, nachdem er im Qualifying die Pole-Position geholt hatte. Beim Großen Preis von Ungarn lieferte er sich ein das ganze Rennen andauerndes Duell mit Hamilton und wurde 0,715 Sekunden hinter dem McLaren-Piloten Zweiter. Beim Großen Preis der Türkei wurde er erneut Zweiter, knapp hinter seinem Teamkollegen Massa. Bei seinem ersten Italien-Grand-Prix für Ferrari wurde er Dritter, nachdem er im Qualifikationstraining einen Unfall mit 300 km/h unverletzt überstanden hatte und das Rennen mit dem Ersatzauto hatte bestreiten müssen. Beim Großen Preis von Belgien holte Räikkönen seinen vierten Saisonsieg. In Fuji fuhr er nach einem äußerst schwierigen Rennen mit vielen Unfällen auf Platz drei. Da Hamilton das Rennen gewann und seinen Vorsprung in der Gesamtwertung auf 17 Punkte gegenüber Räikkönen ausbaute, wurden dem Finnen nur noch theoretische Chancen auf den Weltmeistertitel eingeräumt. Beim 16. WM-Lauf in China erzielte Räikkönen seinen fünften Saisonsieg. Mit diesem Ergebnis vermochte er seinen Rückstand auf den WM-Führenden Lewis Hamilton – von dessen Ausfall er profitierte – bei noch einem ausstehenden Rennen auf sieben Punkte zu verkürzen.

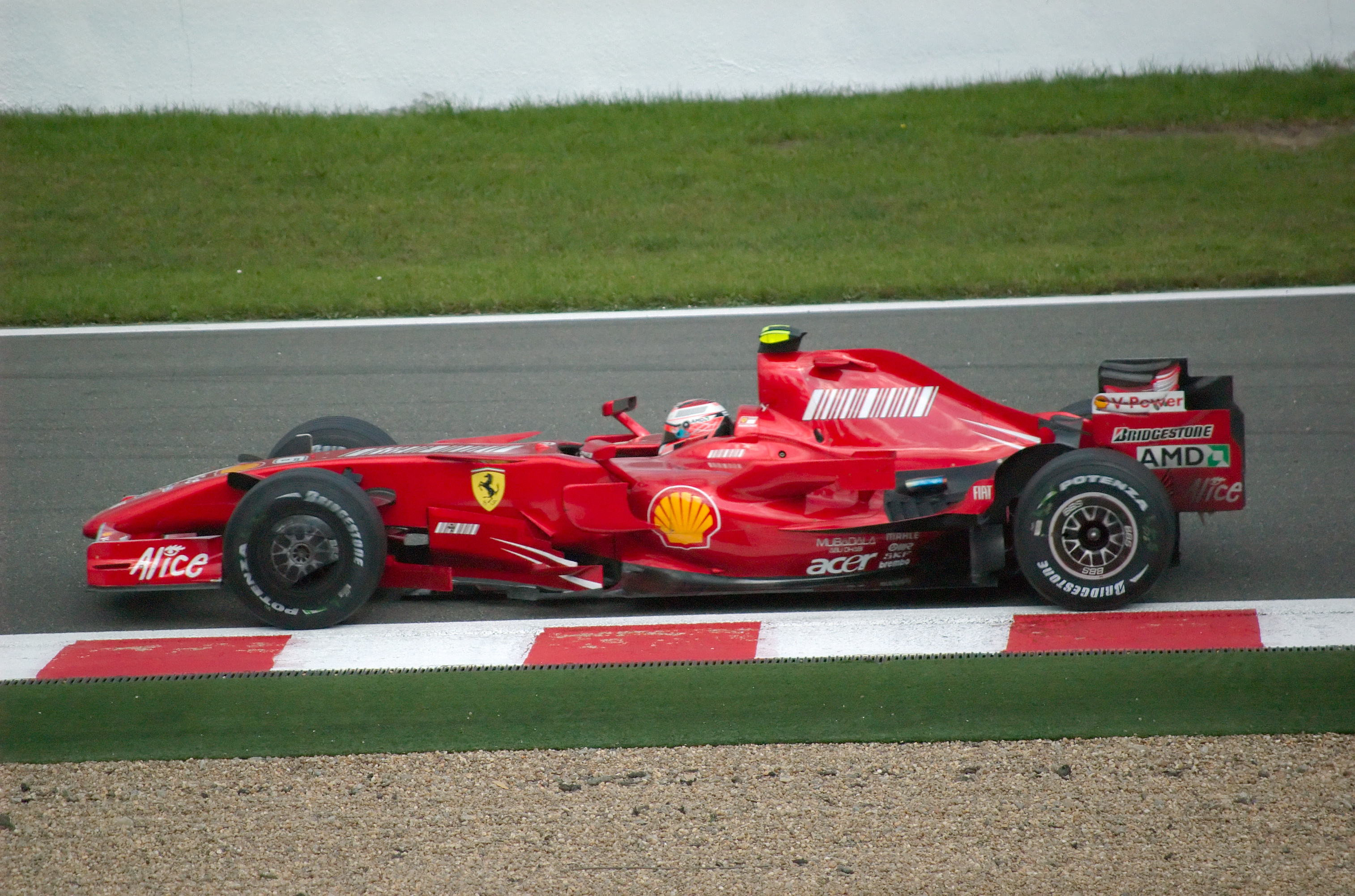
Weltmeister im Ferrari F2007

Die Chancen auf den Titelgewinn waren dennoch gering. Bei einem Sieg Räikkönens hätten ein fünfter Platz Hamiltons oder ein zweiter Platz Alonsos nicht zum Titel gereicht. Nach einem Fahrfehler und einem technischen Problem erreichte Hamilton nur den siebten Platz während Alonso hinter Massa, der sich den Interessen Räikkönens unterordnete, nur den dritten Platz erreichte. Somit war Räikkönen zum ersten Mal Formel-1-Weltmeister. Da er dies in seinem ersten Jahr bei der Scuderia Ferrari schaffte, zog er in dieser Statistik mit Fangio gleich.
Neben dem WM-Titel gewann Räikkönen auch die DHL Fastest Lap Trophy, einen 2007 erstmals vergebenen Preis des Logistik-Konzerns DHL für den Fahrer mit den meisten schnellsten Rennrunden in einer Saison. Der Finne erhielt die Auszeichnung als alleiniger Titelträger, obwohl sein Teamkollege Massa ebenso oft die schnellste Runde eines Rennens gefahren hatte (sechs Mal). Am Ende entschied die Anzahl der drittbesten Rennrunden zugunsten Räikkönens. Ein Jahr später wurde er erneut mit diesem Preis ausgezeichnet.

##### 2008
Nach hervorragenden Testergebnissen von Ferrari im Winter ging Räikkönen als Titelfavorit in die Saison 2008. Beim ersten Rennen in Australien konnten er und sein Teamkollege Massa die Erwartungen jedoch nicht bestätigen. Räikkönen beendete ein turbulentes Rennen mit Safety-Car-Phasen, zwei Drehern und technischen Problemen schließlich als Achter. Beim zweiten Rennen in Malaysia feierte der Finne seinen ersten Saisonsieg und übernahm mit dem zweiten Platz in Bahrain die Führung in der Weltmeisterschaft. In Barcelona siegte er erneut, in der Türkei musste er sich mit Platz drei hinter Massa und Hamilton begnügen. Beim Großen Preis von Monaco verlor Räikkönen nach einem verkorksten Rennen und Platz neun die WM-Führung wieder an McLaren-Pilot Hamilton. In Kanada lag Räikkönen anfangs hinter Hamilton und Kubica auf dem dritten Platz. Nachdem es zu einer Safety-Car-Phase gekommen war, absolvierten die drei Führenden ihren Boxenstopp, bei dem Kubica und Räikkönen an Hamilton vorbeizogen. Da die Boxenampel auf rot geschaltet war, blieben Kubica und Räikkönen nebeneinander vor der Ampel stehen. Hamilton, der die Ampel nicht gesehen hatte, fuhr auf Räikkönen auf und sorgte damit dafür, dass der Finne unverschuldet aufgeben musste. Während Kubica die WM-Führung übernahm, fiel Räikkönen auf den vierten Platz der Gesamtwertung zurück. Beim nächsten Rennen in Frankreich sah er schon wie der sichere Sieger aus, als ihn ein gebrochener Auspuff zu einer langsameren Gangart zwang. Dennoch brachte er Platz zwei hinter seinem Teamkollegen Massa ins Ziel.

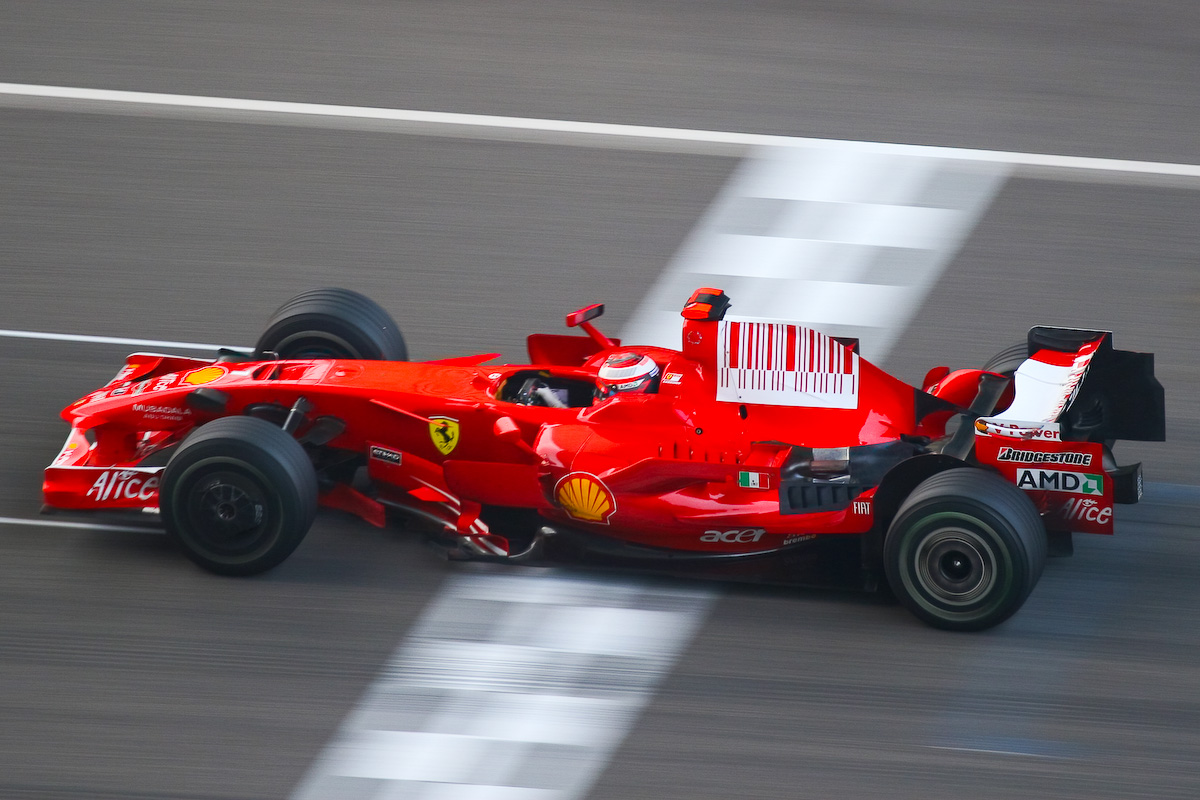
Probleme mit den Reifen: Räikkönen im Ferrari F2008

Beim verregneten Rennen in Silverstone wurde Räikkönen Vierter, nachdem sein Team einen Strategiefehler begangen und der Finne bei seinem ersten Boxenhalt keine neuen Intermediate-Reifen bekommen hatte. Nach dem Rennen in Großbritannien standen mit Hamilton und den beiden Ferrari-Piloten Massa und Räikkönen gleich drei Fahrer punktgleich an der Spitze der Fahrerwertung. In den folgenden Rennen verlor Räikkönen allerdings wieder Boden auf seine Konkurrenten. Aus verhältnismäßig schlechten Startplätzen folgten magere Resultate in den Rennen – Gerüchte von Lustlosigkeit und Gedanken an Rücktritt beim Weltmeister machten in der Presse die Runde. Räikkönen ließ daraufhin verlauten, seine mangelnden Erfolge lägen darin begründet, dass er Probleme habe, die Reifen an seinem Ferrari auf Temperatur zu bringen. Nach seinem Ausfall durch Motorschaden beim Großen Preis von Europa in Valencia hatte der Finne bereits 13 Punkte Rückstand auf Spitzenreiter Hamilton.
Beim Großen Preis von Belgien lag Räikkönen bis drei Runden vor Schluss in Führung, bevor ihn Lewis Hamilton überholte. Anschließend hatte er bei einsetzendem Regen einen Unfall, weswegen er erneut leer ausging. Auch beim anschließenden Regenrennen in Monza verpasste Räikkönen als Neunter einen WM-Punkt.
Ungeachtet dessen verkündete Ferrari noch vor dem Heimrennen des Rennstalls die Vertragsverlängerung mit dem Finnen bis 2010 und beendete damit die zahlreichen Spekulationen über einen vorzeitigen Rücktritt von Räikkönen.
Nach drei weiteren dritten Plätzen belegte Räikkönen am Saisonende hinter seinem Teamkollegen Massa und dem damaligen Weltmeister Hamilton den dritten Platz in der Weltmeisterschaft. Allerdings wurde Ferrari dank der Leistungen seiner Fahrer Konstrukteursweltmeister vor McLaren.

##### 2009

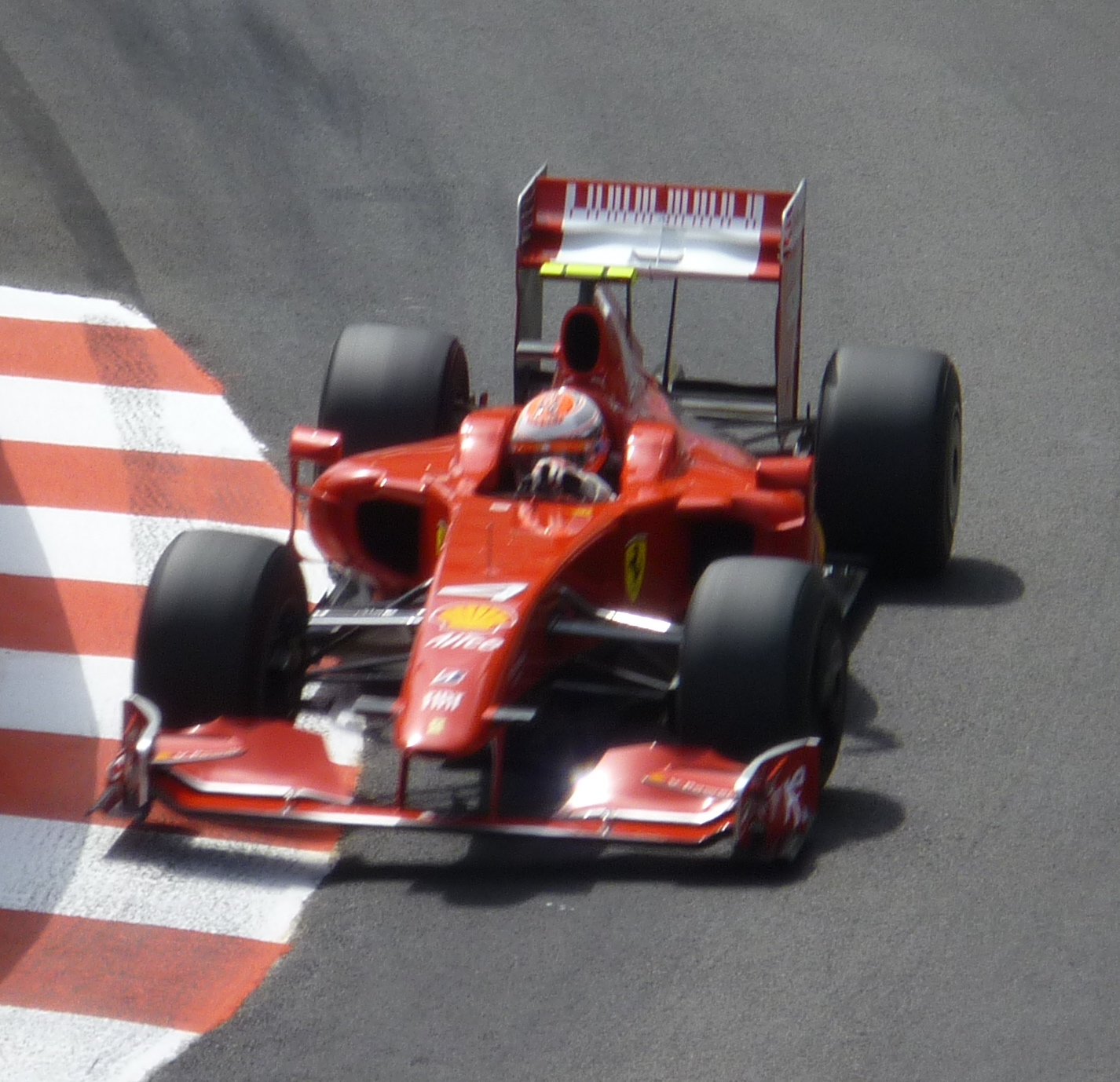
Auf dem Weg zum dritten Platz in Monaco 2009

In der Saison 2009 zeigte sich früh, dass Ferrari mit den Teams an der Spitze nicht mithalten konnte. Räikkönen, der zum Teil unmotiviert wirkte, blieb die ersten drei Rennen ohne Punkte. Mit einem verbesserten Ferrari meldete sich Räikkönen in Monaco als Dritter auf dem Podium zurück. Nachdem Räikkönen in den nächsten drei Rennen nicht an diese Leistung hatte anknüpfen können, erzielte er beim Großen Preis von Ungarn als Zweiter sein bis dahin bestes Saisonergebnis. Allerdings wurde das gute Resultat von einem schweren Unfall seines Teamkollegen Massa überschattet, der darauf verletzungsbedingt die Saison beenden musste. Nachdem Räikkönen beim Großen Preis von Europa als Dritter erneut auf dem Podium gestanden hatte, gewann er in Belgien sein erstes Rennen seit über einem Jahr. Räikkönen profitierte in dem Rennen von KERS, einem Energierückgewinnungssystem, mit dessen Hilfe er von Platz sechs startend in der ersten Runde auf den zweiten Platz vorfuhr. Nach einer Safety-Car-Phase profitierte Räikkönen erneut von KERS und überholte den Führenden Fisichella. Im weiteren Rennen hielt er den Römer hinter sich und erzielte den ersten Sieg für Ferrari in dieser Saison. Räikkönens Teamkollege in Europa und Belgien war Ferrari-Ersatzpilot Luca Badoer, den er deutlich distanzierte. Wegen schwacher Leistungen wurde Badoer wenige Tage nach dem Rennen in Belgien durch Fisichella ersetzt. Beim Großen Preis von Italien profitierte der Finne von einem Ausfall Hamiltons und stand als Dritter beim vierten Rennen in Folge erneut auf dem Podest. Auch in den weiteren Saisonrennen, bei denen er keine Podest-Platzierung mehr erreichte, war Räikkönen deutlich schneller als sein Teamkollege Fisichella.
Vor dem Großen Preis von Japan wurde bekannt gegeben, dass Räikkönen Ferrari nach der Saison verlassen wird. Sein Cockpit übernahm ab der Saison 2010 der Spanier Alonso, der bereits bei McLaren zum Nachfolger Räikkönens wurde. Der Vertrag des Finnen, der auch für 2010 gegolten hätte, wurde in beiderseitigem Einvernehmen aufgelöst. Nachdem Vertragsverhandlungen mit anderen Teams gescheitert waren, entschied sich Räikkönen die Formel 1 für 2010 zu verlassen und in die Rallye-Weltmeisterschaft zu wechseln.

### Rallye-Weltmeisterschaft (2010–2011)

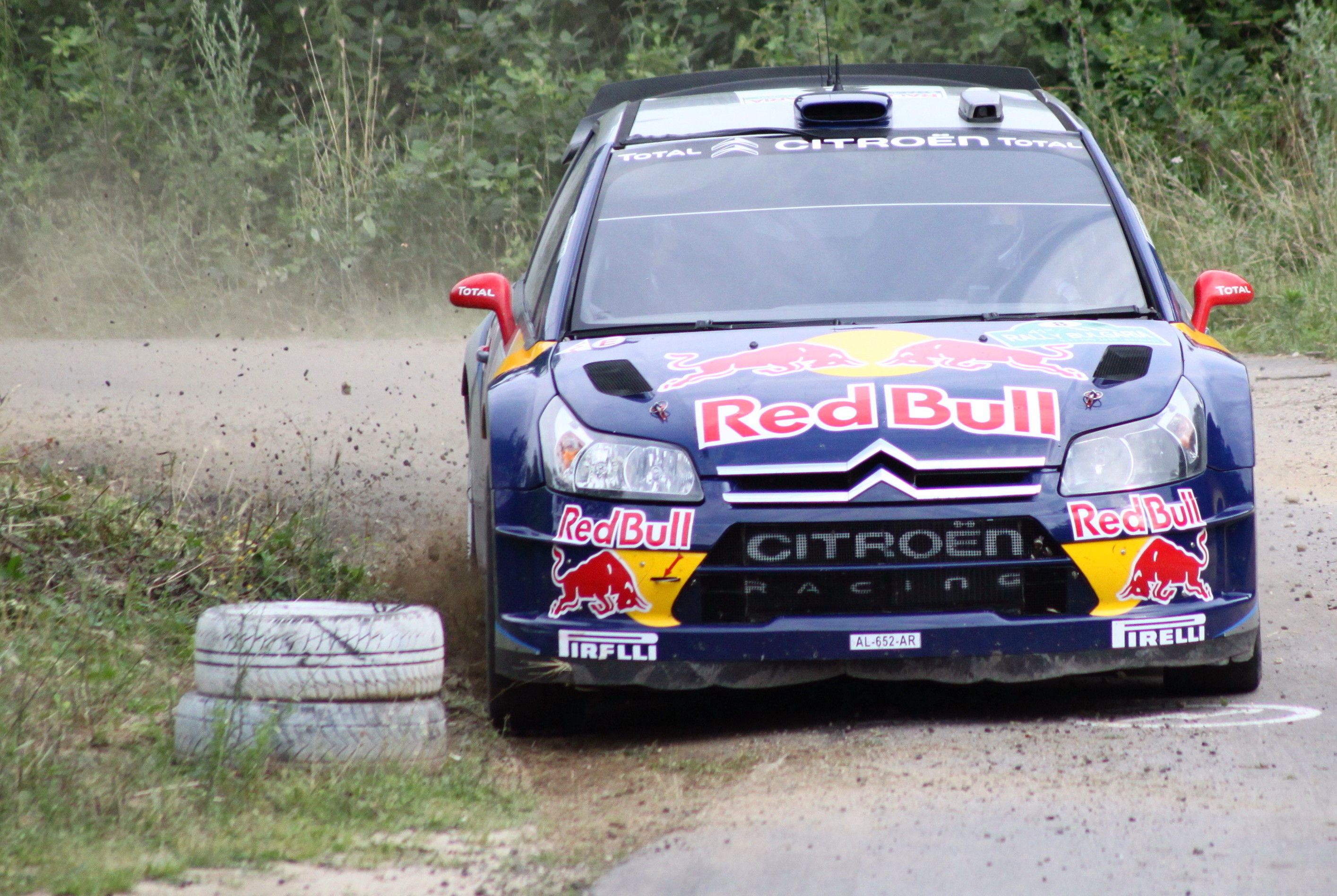
Räikkönen im Citroën C4 WRC bei der Rallye Bulgarien 2010

Räikkönen gab bereits 2009 bei der Rallye Finnland als Gaststarter mit einem Fiat Grande Punto S2000 sein Debüt in der Rallye-Weltmeisterschaft. Ab 2010 startete er mit seinem Kopiloten Kaj Lindström nun regelmäßig in der Rallye-Weltmeisterschaft. In seiner ersten kompletten Saison pilotierte er einen Citroën C4 WRC des Citroën-Juniorteams. Bei der Rallye Deutschland gewann er erstmals eine Wertungsprüfung. Insgesamt absolvierte er 2010 elf Rallyes und fuhr dabei fünf Mal in die Punkteränge, kam jedoch nie auf das Podium. Sein bestes Ergebnis war ein fünfter Platz bei der Rallye Türkei. Am Ende der Saison belegte er mit 25 Punkten den zehnten Platz in der Fahrerwertung.

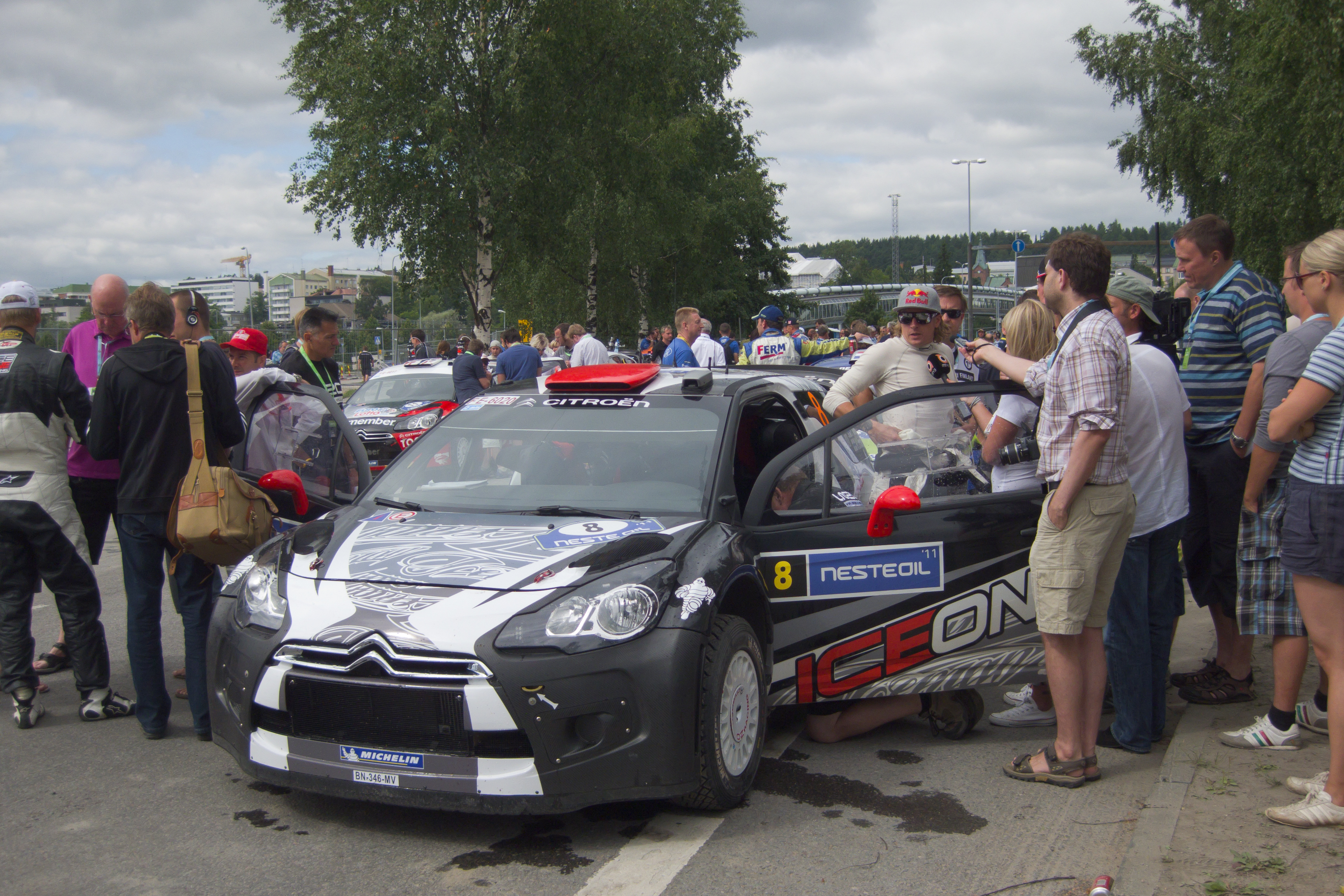
Kimi Räikkönen bei der Rallye Finnland mit seinem ICE 1 Racing Citroën DS3 WRC

Auch bei zehn ausgewählten WM-Läufen der Saison 2011 waren Starts in der Rallye-Weltmeisterschaft geplant. Dabei pilotierte er als Kundenfahrzeug einen Citroën DS3 WRC, der von seinem neugeschaffenen Team ICE 1 Racing vorbereitet wurde. Räikkönen erzielte 2011 bei den sechs zuerst bestrittenen WRC-Rallyes Punkte und lag nach dem neunten Lauf auf dem zehnten Platz in der Fahrerwertung. Die Punkte von ICE 1 Racing in der Teamwertung wurden allerdings mit Beschluss vom 9. September von der FIA aberkannt und es wurde aus der WM-Team-Wertung genommen. Der Grund dafür und für eine zusätzliche Geldstrafe von 16.200 Euro war, dass er nicht, wie geplant, an der Rallye Australien teilgenommen hatte. Das Reglement schreibt für ein Team, das für Marken-WM-Punkte eingeschrieben ist, mindestens zwei Läufe außerhalb Europas vor. Räikkönen hatte für die Rallye Jordanien und in Australien genannt, hatte aber auf die Teilnahme in Australien verzichtet. Räikkönen war für die restlichen drei Läufe der Rallye-Weltmeisterschaft nach wie vor startberechtigt. Bei der Rallye Frankreich schied er aus, als er vor der dritten Wertungsprüfung auf der Verbindungsetappe seine Reifen aufwärmen wollte und dabei Henning Solberg ins Auto fuhr. Er landete mit einer gebrochenen Radaufhängung im Graben. Bei der Rallye Katalonien erreichte er das Ziel auch nicht. Grund war ein Problem mit der Benzinzufuhr seines World Rally Car. In Großbritannien, am dritten Tag an sechster Stelle liegend, erreichte er, nach einem Überschlag, das Ziel nicht. Die Saison 2011 beendete er auf dem zehnten WM-Rang.

### Formel 1 (2012–2021)

#### Formel-1-Comeback mit Lotus (2012–2013)

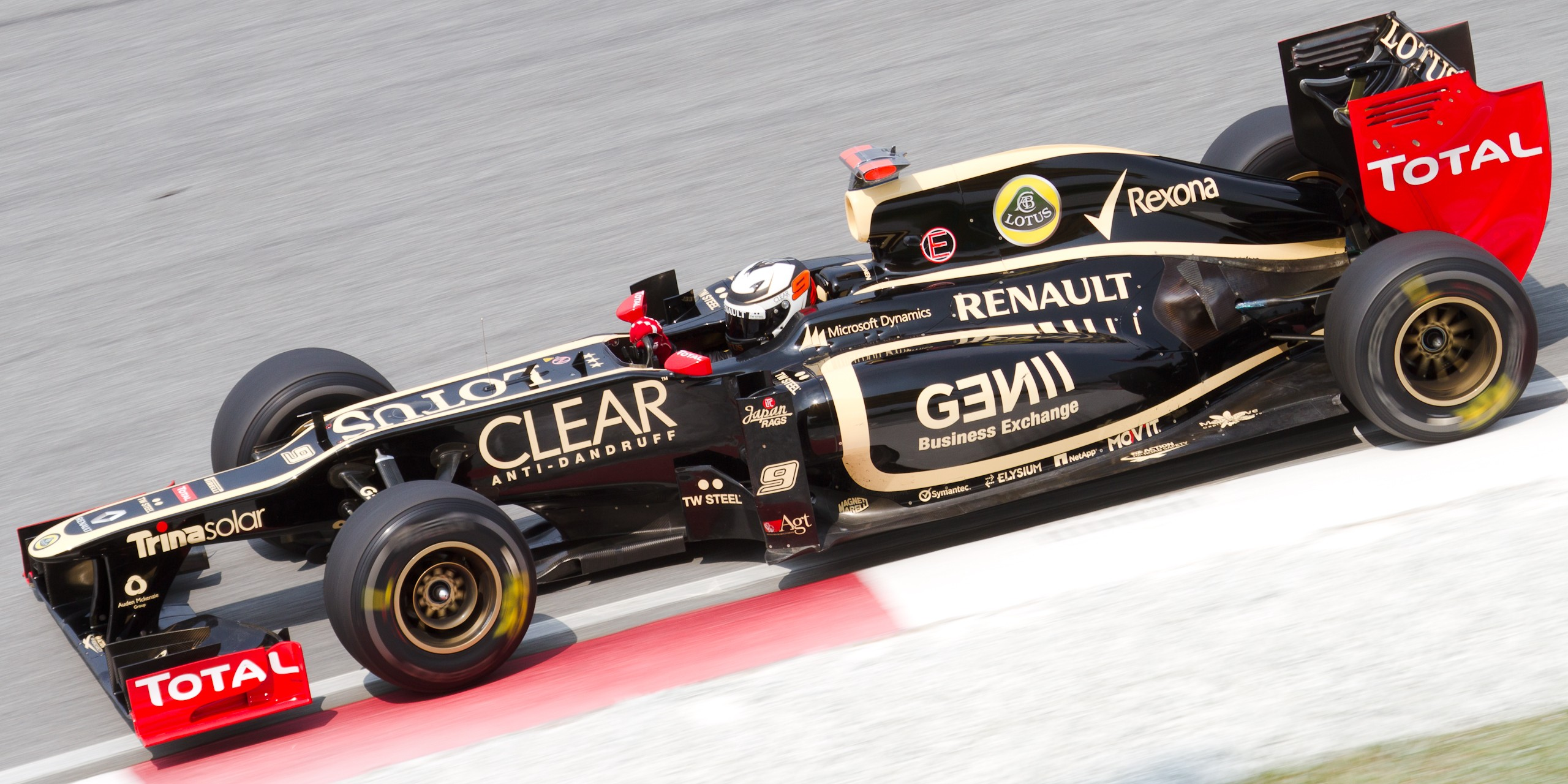
Räikkönen im Lotus E20

Nachdem Räikkönen 2011 zunächst mit Williams Verhandlungen über ein Formel-1-Comeback geführt hatte, wurde Ende November 2011 bekanntgegeben, dass Räikkönen für Lotus in die Formel 1 zurückkehrte. Er erhielt einen Zweijahresvertrag. 2012 trat er zusammen mit Romain Grosjean für das Team in der Formel 1 an. Beim Saisonauftakt in Australien erreichte Räikkönen von Platz 17 startend den siebten Platz. Ein Rennen später, beim Großen Preis von Malaysia, erzielte er die schnellste Rennrunde und erreichte das Ziel auf dem fünften Platz. Beim dritten Rennen in China lag er in der zweiten Hälfte für längere Zeit auf dem zweiten Platz. Da seine Reifen allerdings in der Schlussphase abbauten, fiel er auf den 14. Platz zurück. Beim vierten Grand Prix in Bahrain kam er schließlich auf dem zweiten Platz ins Ziel und erzielte seine erste Podest-Platzierung nach seinem Comeback. Im weiteren Saisonverlauf stand er als Dritter beim Großen Preis von Spanien und dem Großen Preis von Deutschland sowie als Zweiter beim Großen Preis von Europa weitere Male auf dem Podium. In Ungarn arbeitete sich Räikkönen von Platz fünf startend sukzessive nach vorne und lag in der zweiten Rennhälfte als Zweiter in Schlagdistanz zum Führenden Hamilton. Für einen Überholversuch war er jedoch zu weit entfernt. Ein Rennen später in Belgien stand er als Dritter abermals auf dem Podest. Beim Großen Preis von Abu Dhabi gewann Räikkönen schließlich sein erstes Rennen für Lotus. Am Saisonende belegte er den dritten Platz in der Weltmeisterschaft.
2013 bestritt Räikkönen zusammen mit Grosjean seine zweite Saison für Lotus. Beim Saisonauftakt in Australien setzte Räikkönen, im Gegensatz zu den anderen Piloten aus der Spitzengruppe, statt auf eine Drei-Stopp-Strategie auf eine Zwei-Stopp-Strategie. Damit gelang es ihm, in Führung zu gehen und das Rennen zu gewinnen. Beim nächsten Rennen in Malaysia verlor er die Weltmeisterschaftsführung wieder, nachdem er auf dem siebten Platz ins Ziel gekommen war. In den nächsten Rennen in China, Bahrain und Spanien stand Räikkönen als Zweiter wieder auf dem Podium. Beim Großen Preis von Großbritannien kam Räikkönen zum 25. Mal in Folge in die Top 10. Damit stellte er einen neuen Rekord auf. Bei den zwei folgenden Rennen in Deutschland und Ungarn wurde er Zweiter. Beim nächsten Rennen in Belgien schied Räikkönen mit Bremsproblemen aus. Damit endete seine Serie mit Top-10-Platzierungen in Folge nach 27 Rennen. Es war zudem sein erster Ausfall seit seinem Comeback 2012. Beim Großen Preis von Singapur machte Räikkönen im Rennen zehn Plätze gut und wurde von Platz 13 startend Dritter. Beim darauf folgenden Grand Prix in Korea wurde Räikkönen von Platz neun startend Zweiter.
In Japan und Indien wurde Grosjean jeweils Dritter während Räikkönen einige Plätze dahinter ins Ziel kam. Er wurde per Funk aufgefordert seinen mit frischeren Reifen fahrenden Teamkollegen überholen zu lassen. 
Vor dem Rennen in Abu Dhabi fehlte Räikkönen bei Team-Terminen, und er wurde wegen eines nicht regelkonformen Unterbodens ans Ende der Startaufstellung versetzt. Er schied bereits in der ersten Runde nach einer Kollision aus und verließ anschließend die Strecke.

##### Probleme mit Gehaltszahlung und Rücken
Medienberichten zufolge war Lotus 2013 mit den Gehaltszahlungen in Millionenhöhe an Räikkönen erneut im Rückstand, sodass das Verhältnis von Räikkönen und Lotus spätestens seit dem Singapur-GP und der Rückkehr zu Ferrari aus besagten Finanzgründen zum Ende der Saison nicht mehr das Beste war. Ein Team mit prekären Finanzen wird nur eingeschränkt konkurrenzfähig sein. Lotus bestätigte Mitte Dezember, dass Räikkönen noch nicht sein volles Gehalt erhalten habe.
Räikkönen beendete die Saison nach dem Abu-Dhabi-Rennen mit noch zwei ausstehenden Läufen vorzeitig, da er sich einer Operation am Rücken unterzog. Er hatte während der Saison mehrfach Rückenprobleme. Räikkönen entschied sich gegen eine Operation nach der Saison, da dadurch die Vorbereitung auf die nächste Saison (bei Ferrari) beeinflusst worden wäre. Seine Genesung nahm etwa vier Wochen in Anspruch. Räikkönen wurde Fünfter in der Fahrerweltmeisterschaft und setzte sich mit 183 zu 132 Punkten intern gegen Grosjean durch. Die Reihenfolge in der Teamwertung, Ferrari Dritter vor Lotus-Renault, blieb bei den letzten Läufen unverändert.

#### Rückkehr zu Ferrari (2014–2018)

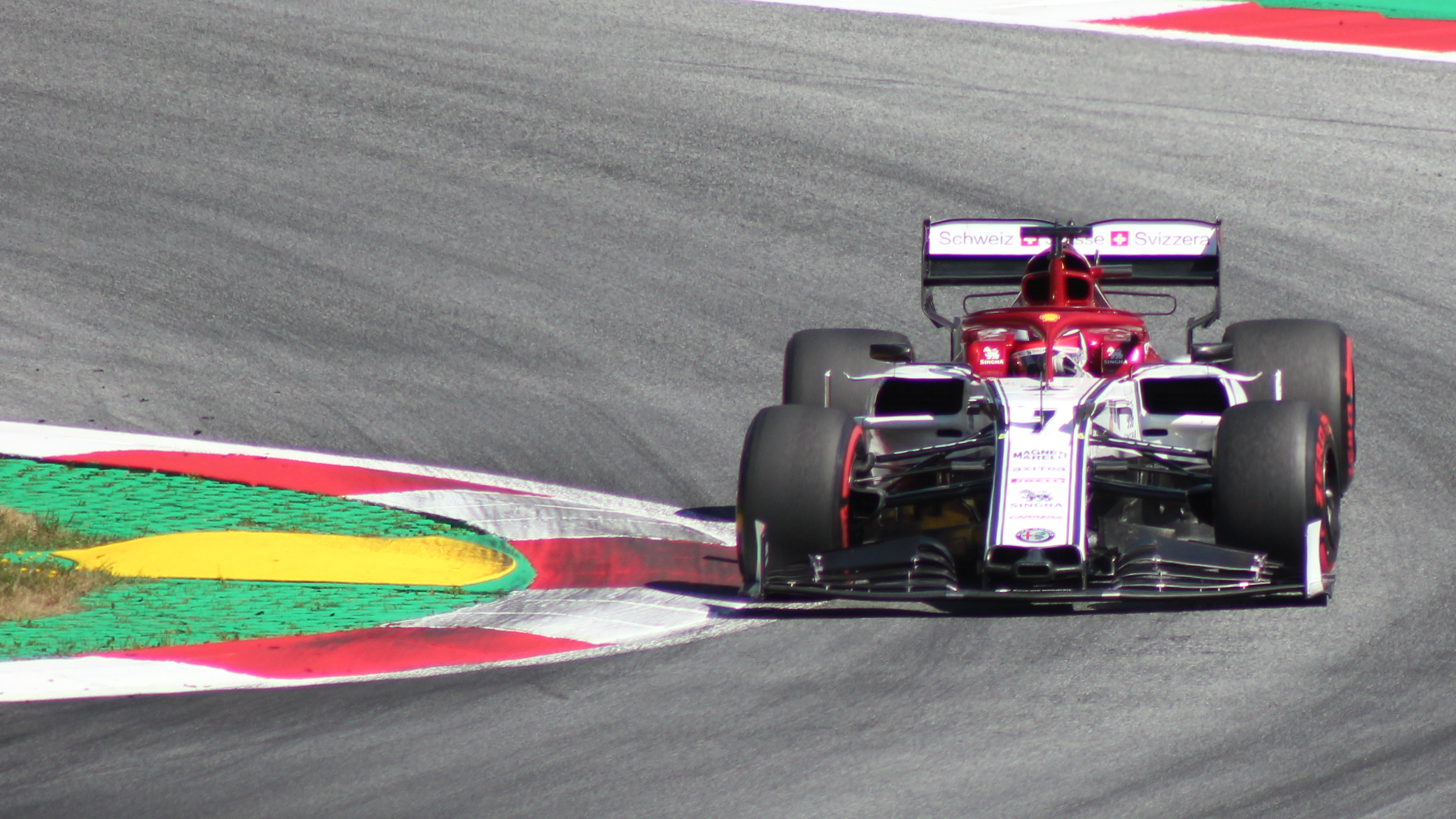
Räikkönen im Alfa Romeo

Zur Formel-1-Weltmeisterschaft 2014 kehrte Räikkönen zur Scuderia Ferrari zurück. Er erhielt einen Zweijahresvertrag. Bei der Einführung der permanenten Formel-1-Startnummer wählte er die 7 für seine weitere Karriere. Er entschied sich für die Nummer, die er bereits in der Formel-1-Weltmeisterschaft 2013 hatte. Ein vierter Platz in Belgien war sein bestes Ergebnis. Er beendete die Saison auf dem zwölften Gesamtrang. Intern unterlag er seinem Teamkollegen Alonso mit 55 zu 161 Punkten. 2015 bildete Räikkönen bei Ferrari ein Fahrerduo mit Sebastian Vettel. Beim ersten Rennen in Australien gab er das Rennen auf, nachdem ein Reifen beim Boxenstopp nicht richtig befestigt worden war. Im zweiten Rennen in Malaysia fiel Räikkönen nach einem Reifenschaden zu Beginn des Rennens ans Ende des Feldes zurück und verbesserte sich im Rennen auf den vierten Platz. Zwei Rennen später, beim Großen Preis von Bahrain, erzielte Räikkönen mit dem zweiten Platz seine erste Podest-Platzierung seit seiner Rückkehr zu Ferrari. Beim Großen Preis von Ungarn lag Räikkönen lange auf dem zweiten Platz, bevor er mit einem Problem an der Motoreneinheit zunächst zurück- und schließlich ganz ausfiel. In der Sommerpause nach diesem Rennen wurde Räikkönens Vertrag um ein Jahr verlängert. In Singapur und Abu Dhabi wurde er Dritter. Er verbesserte sich auf den vierten Platz in der Fahrerweltmeisterschaft. Mit 150 zu 278 Punkten unterlag er intern Vettel.

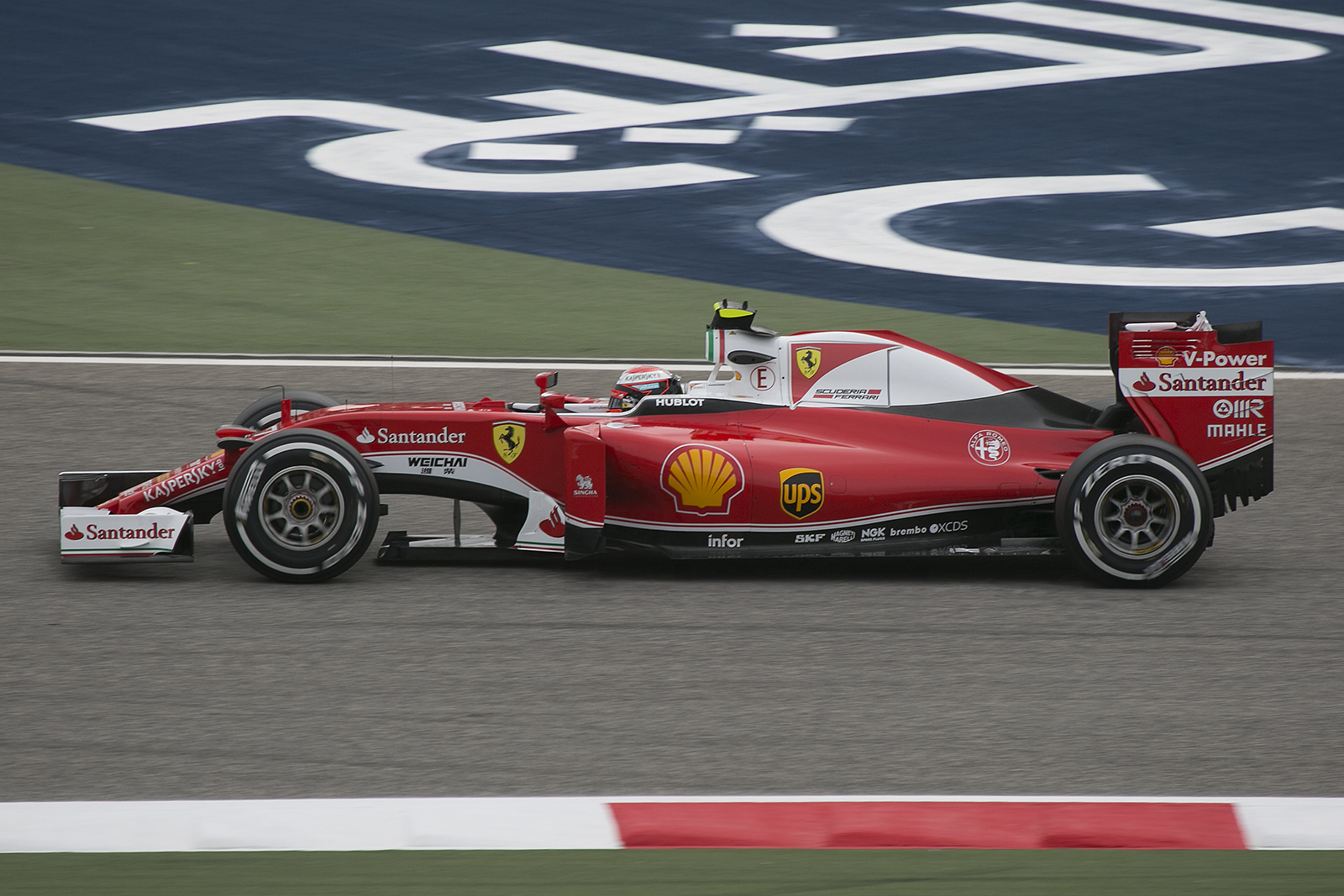
Räikkönen im Ferrari in Bahrain, 2016

2016 absolvierte Räikkönen seine dritte Formel-1-Saison seit seiner Rückkehr zu Ferrari für den Rennstall. In Bahrain wurde er Zweiter und in Russland Dritter. Beim Großen Preis von Spanien duellierte sich Räikkönen in der Schlussphase mit Max Verstappen um den Sieg, schaffte es aber nicht, an seinem Kontrahenten vorbei zu fahren und wurde Zweiter. In Österreich wurde Räikkönen Dritter. Nach diesem Rennen wurde sein am Jahresende auslaufender Vertrag um ein weiteres Jahr verlängert. Räikkönen unterlag Vettel am Saisonende intern mit 186 zu 212 Punkten und erreichte den sechsten Platz in der Gesamtwertung. Im Gegensatz zum Vorjahr war das interne Kräfteverhältnis zwischen Räikkönen und Vettel ausgeglichener. Im Qualifying-Duell setzte sich Räikkönen mit 11 zu 10 gegen Vettel durch.
2017 bildeten Räikkönen und Vettel erneut das Ferrari-Fahrerduo. Beim Großen Preis von Russland wurde er Dritter. In Monaco erzielte er die Pole-Position. Im Rennen fiel er, nachdem er zunächst vor seinem Teamkollegen Vettel geführt hatte, nach dem Stop hinter diesem zurück und wurde Zweiter hinter Vettel. In Ungarn wurde er erneut Zweiter hinter Vettel. Beim Großen Preis von Malaysia qualifizierte sich Räikkönen für den zweiten Startplatz. Zum Rennen startete er wegen eines technischen Defekts nicht. In den USA, in Mexiko und Brasilien wurde er Dritter. Am Saisonende belegte er den vierten Gesamtrang mit 205 Punkten.
Räikkönen stand bis Ende 2018 bei Ferrari unter Vertrag. In Australien, China, Frankreich, Großbritannien, Deutschland, Ungarn, Mexiko und Brasilien wurde er Dritter. Die Rennen in Aserbaidschan, Österreich und Italien beendete er als Zweiter. Im Qualifying zum GP in Italien fuhr er auf dem Weg zur Pole-Position mit 263,587 km/h die damals höchste Durchschnittsgeschwindigkeit auf eine Runde bei einer offiziellen Formel-1-Veranstaltung. 2020 wurde dieser Rekord allerdings an gleicher Stelle von Lewis Hamilton auf 264,363 km/h verbessert. Beim Großen Preis der USA gelang Räikkönen sein erster Saisonsieg. Gleichzeitig war dies sein erster Erfolg seit dem Großen Preis von Australien 2013. Damit dauerte es 2044 Tage bzw. 113 Rennen, bis er einen weiteren Sieg einfuhr. Letztgenanntes ist ein neuer Rekord. Der alte lag bei 99 Rennen und wurde von Riccardo Patrese gehalten. Patrese benötigte aber eine längere Zeitspanne, weil damals nur 16 Läufe pro Saison ausgetragen wurden. Zudem waren zwischen Räikkönens erstem Sieg im Jahr 2003 in Malaysia und dem letzten in den USA mehr als 15 Jahre vergangen, was eine weitere neue Bestmarke ist. Darüber hinaus war dies sein 21. Triumph, womit er auch zum erfolgreichsten Finnen in puncto Grand-Prix-Siegen vor Mika Häkkinen wurde, der bei 20 Erfolgen steht. Am Saisonende lag er mit 251 Punkten auf dem dritten Platz der Fahrerwertung.

#### Karriereende bei Alfa Romeo (2019–2021)
Am Ende der Saison 2018 verließ Räikkönen Ferrari und wechselte zu seinem ersten Rennstall Sauber, wo er einen Zweijahresvertrag unterzeichnete. Dort ersetzte er Charles Leclerc, der wiederum Räikkönens Platz bei Ferrari einnahm. Zur Formel-1-Weltmeisterschaft 2019 wurde Alfa Romeo Titelsponsor des Rennstalls, der seitdem als Alfa Romeo Racing an den Start geht. Sein Teamkollege war Antonio Giovinazzi. Am Saisonende belegte er den zwölften Gesamtrang mit 43 Punkten.
2020 bildete er mit Giovinazzi weiterhin das Fahrerduo des Teams. Während er beim Großen Preis von Spanien die 37. von insgesamt 66 Runden absolvierte, brach er den Rekord der meistgefahrenen Rennkilometer in einem Formel-1-Auto von Fernando Alonso (83.808,342 km). Das entspricht ungefähr zwei Umrundungen des Äquators. Der Große Preis von Russland war sein 323. Grand Prix. Damit stellte er den Rekord der meisten Rennteilnahmen von Rubens Barrichello ein. Seit dem Großen Preis der Eifel, welcher sein 324. Rennstart war, war er neuer Rekordhalter. Er beendete die Saison 2020 auf dem 16. Platz der Fahrerwertung mit vier Punkten. Im Rahmen des Emilia-Romagna-GP bestätigte sein Team ihn und Giovinazzi als Fahrer für 2021.
Während der laufenden Saison 2021 kündigte Räikkönen am 1. September 2021 an, dass er zum Ende der Saison seine sportliche Karriere beenden werde. Bei seinem letzten Rennen in Abu Dhabi schied er nach 25 Runden aufgrund eines Bremsdefektes aus. Er schloss die Saison mit 10 Punkten auf dem 16. Platz ab. Zu seinem Karriere-Ende wurde er sowohl von Alfa-Romeo, als auch von seinem ehemaligen Team Ferrari, offiziell verabschiedet.

### NASCAR Cup Series
Am 26. Mai 2022 gab das Trackhouse Racing Team bekannt, dass Räikkönen sein Debüt in der NASCAR Cup Series beim Go Bowling at The Glen 2022 am Watkins Glen International geben würde. Räikkönen belegte Platz 37, nachdem er in Runde 44 hinter der Bus-Stop-Schikane in die Reifenbarriere gefahren war.

## Sonstiges
Räikkönen ist über seine Rennfahrerkarriere hinaus Besitzer des Teams Räikkönen Robertson Racing, welches er zusammen mit seinem Manager Steve Robertson im Jahr 2004 gründete. Sein Rennstall ist seit 2005 in der britischen Formel-3-Meisterschaft aktiv. Mit Mike Conway gewann das Team 2006 zum ersten und bisher einzigen Mal den Fahrertitel der britischen Formel 3.

## Privates/Diverses
Kimi Räikkönen ist der Sohn von Matti (1954–2010) und Paula Räikkönen. Er hat einen älteren Bruder, Rami, der als Rallyefahrer in Finnland ebenfalls im Motorsport aktiv ist. Die Familie stammt aus Espoo. Kimi Räikkönen war von 2004 bis 2013 mit dem früheren finnischen Model Jenni Dahlman verheiratet. Das Ehepaar lebte in der Schweiz. Im Februar 2013 gaben die beiden ihre Trennung bekannt. Seit 2013 ist Räikkönen mit der Flugbegleiterin Minttu Virtanen liiert. Die beiden haben drei Kinder, einen Sohn (* 2015) und zwei Töchter (* 2017;* 2023). Räikkönen und Virtanen heirateten im August 2016 im italienischen San Galgano.
Die kühle Art des Finnen in der Öffentlichkeit sowie der Eindruck vieler Beobachter, dass ihn scheinbar nichts aus der Ruhe bringen kann, brachten Räikkönen den Spitznamen „Iceman“ ein. Ursprünglich nannte ihn McLaren-Teamchef Ron Dennis zum ersten Mal so. Weil Räikkönen das Attribut offensichtlich gefiel, ließ er es sich während seiner Zeit bei McLaren sogar als Schriftzug auf den Helm lackieren. Zu Beginn der Saison 2008 sah man auch zum ersten Mal ein großflächiges Tattoo mit ebendiesem Schriftzug an seinem linken Unterarm. Räikkönen gilt überdies als wenig gesprächig und gibt vor allem Medienvertretern häufig einsilbige sowie äußerst knapp gehaltene Antworten.
Bei einem Snow-Mobile-Rennen in Saalbach-Hinterglemm erlitt der Finne 2011 während seines ersten Laufes eine Handverletzung. Räikkönen fuhr zu schnell in eine Kurve und verlor die Kontrolle über seinen 75 PS starken Motorschlitten. Bei der Landung zog er sich die Verletzung an der linken Hand zu.
Gemeinsam mit Michael Schumacher hält Räikkönen den Rekord an schnellsten Rennrunden innerhalb einer Saison (10), dieses Kunststück gelang dem Finnen sogar zweimal. Insgesamt konnten nur zwei Piloten mehr schnellste Rennrunden erzielen als Räikkönen, der mit 46 den dritten Platz hinter Michael Schumacher (77) und Lewis Hamilton (54) belegt.
Er hält den Rekord des längsten Zeitraums zwischen vorletztem (Australien 2013) und letztem Rennsieg (USA 2018), der bei 2044 Tagen liegt. Zudem hatte er auch den der längsten Zeitspanne zwischen erstem (Malaysia 2003) und letztem Sieg (USA 2018) inne, welcher 15 Jahre und 212 Tage betrug, welcher jedoch 2024 von Lewis Hamilton überboten wurde.
Räikkönen hatte 2011 einen Gastauftritt in dem Musikvideo zu „Sorateiden sankarit“ des finnischen Musikers Arttu Wiskari. Er spielt am Ende des Videos einen Rallyefahrer, welcher Wiskari als Tramper mitnimmt und daraufhin einen Unfall baut.

## Statistik

### Karrierestationen
- 1991–1998: Kartsport
- 1999: Britische Formel Renault
- 1999: Britische Formel Renault, Wintermeisterschaft (Meister)
- 2000: Britische Formel Renault (Meister)
- 2000: Formel Renault 2.0 Eurocup (Platz 7)
- 2000: Formel 1 (Testfahrer)
- 2001: Formel 1 (Platz 10)
- 2002: Formel 1 (Platz 6)
- 2003: Formel 1 (Platz 2)
- 2004: Formel 1 (Platz 7)
- 2005: Formel 1 (Platz 2)
- 2006: Formel 1 (Platz 5)
- 2007: Formel 1 (Weltmeister)
- 2008: Formel 1 (Platz 3)
- 2009: Formel 1 (Platz 6)
- 2009: WRC
- 2010: WRC (Platz 10)
- 2011: WRC (Platz 10)
- 2012: Formel 1 (Platz 3)
- 2013: Formel 1 (Platz 5)
- 2014: Formel 1 (Platz 12)
- 2015: Formel 1 (Platz 4)
- 2016: Formel 1 (Platz 6)
- 2017: Formel 1 (Platz 4)
- 2018: Formel 1 (Platz 3)
- 2019: Formel 1 (Platz 12)
- 2020: Formel 1 (Platz 16)
- 2021: Formel 1 (Platz 16)
- 2022: NASCAR Cup Series (Platz 41)
- 2023: NASCAR Cup Series (Platz 40)

### Statistik in der Formel-1-Weltmeisterschaft
Diese Statistik umfasst alle Teilnahmen des Fahrers an der Formel-1-Weltmeisterschaft.

#### Grand-Prix-Siege
| - 2003: Malaysia (Sepang) - 2004: Belgien (Spa-Francorchamps) - 2005: Spanien (Barcelona) - 2005: Monaco (Monte Carlo) - 2005: Kanada (Montréal) - 2005: Ungarn (Mogyoród) - 2005: Türkei (Istanbul) | - 2005: Belgien (Spa-Francorchamps) - 2005: Japan (Suzuka) - 2007: Australien (Melbourne) - 2007: Frankreich (Magny-Cours) - 2007: Großbritannien (Silverstone) - 2007: Belgien (Spa-Francorchamps) - 2007: China (Shanghai) | - 2007: Brasilien (Interlagos) - 2008: Malaysia (Sepang) - 2008: Spanien (Barcelona) - 2009: Belgien (Spa-Francorchamps) - 2012: Abu Dhabi (Yas-Insel) - 2013: Australien (Melbourne) - 2018: USA (Austin) |

#### Gesamtübersicht
(Stand: Saisonende 2021)
| Saison | Team                      | Chassis               | Motor                | Rennen | Siege | Zweiter | Dritter | Poles | schn. Rennrunden | Punkte | WM-Pos. |
| ------ | ------------------------- | --------------------- | -------------------- | ------ | ----- | ------- | ------- | ----- | ---------------- | ------ | ------- |
| 2001   | Red Bull Sauber Petronas  | Sauber C20            | Petronas 3.0 V10     | 16     | −     | −       | −       | −     | −                | 9      | 10.     |
| 2002   | West McLaren Mercedes     | McLaren MP4-17        | Mercedes 3.0 V10     | 17     | −     | 1       | 3       | −     | 1                | 24     | 6.      |
| 2003   | West McLaren Mercedes     | McLaren MP4-17D       | Mercedes 3.0 V10     | 16     | 1     | 7       | 2       | 2     | 3                | 91     | 2.      |
| 2004   | West McLaren Mercedes     | McLaren MP4-19 / 19B  | Mercedes 3.0 V10     | 18     | 1     | 2       | 1       | 1     | 2                | 45     | 7.      |
| 2005   | West McLaren Mercedes     | McLaren MP4-20        | Mercedes 3.0 V10     | 18     | 7     | 3       | 2       | 5     | 10               | 112    | 2.      |
| 2006   | Team McLaren Mercedes     | McLaren MP4-21        | Mercedes 2.4 V8      | 18     | −     | 2       | 4       | 3     | 3                | 65     | 5.      |
| 2007   | Scuderia Ferrari Marlboro | Ferrari F2007         | Ferrari 2.4 V8       | 17     | 6     | 2       | 4       | 3     | 6                | 110    | 1.      |
| 2008   | Scuderia Ferrari Marlboro | Ferrari F2008         | Ferrari 2.4 V8       | 18     | 2     | 2       | 5       | 2     | 10               | 75     | 3.      |
| 2009   | Scuderia Ferrari Marlboro | Ferrari F60           | Ferrari 2.4 V8       | 17     | 1     | 1       | 3       | −     | −                | 48     | 6.      |
| 2012   | Lotus F1 Team             | Lotus E20             | Renault 2.4 V8       | 20     | 1     | 3       | 3       | −     | 2                | 207    | 3.      |
| 2013   | Lotus F1 Team             | Lotus E21             | Renault 2.4 V8       | 17     | 1     | 6       | 1       | −     | 2                | 183    | 5.      |
| 2014   | Scuderia Ferrari          | Ferrari F14 T         | Ferrari 1.6 V6 Turbo | 19     | −     | −       | −       | −     | 1                | 55     | 12.     |
| 2015   | Scuderia Ferrari          | Ferrari SF15-T        | Ferrari 1.6 V6 Turbo | 19     | −     | 1       | 2       | −     | 2                | 150    | 4.      |
| 2016   | Scuderia Ferrari          | Ferrari SF16-H        | Ferrari 1.6 V6 Turbo | 21     | −     | 2       | 2       | −     | 1                | 186    | 6.      |
| 2017   | Scuderia Ferrari          | Ferrari SF70H         | Ferrari 1.6 V6 Turbo | 19     | −     | 2       | 5       | 1     | 2                | 205    | 4.      |
| 2018   | Scuderia Ferrari          | Ferrari SF71H         | Ferrari 1.6 V6 Turbo | 21     | 1     | 3       | 8       | 1     | 1                | 251    | 3.      |
| 2019   | Alfa Romeo Racing         | Alfa Romeo Racing C38 | Ferrari 1.6 V6 Turbo | 21     | −     | −       | −       | −     | −                | 43     | 12.     |
| 2020   | Alfa Romeo Racing Orlen   | Alfa Romeo Racing C39 | Ferrari 1.6 V6 Turbo | 17     | −     | −       | −       | −     | −                | 4      | 16.     |
| 2021   | Alfa Romeo Racing Orlen   | Alfa Romeo Racing C41 | Ferrari 1.6 V6 Turbo | 20     | −     | −       | −       | −     | −                | 10     | 16.     |
| Gesamt | Gesamt                    | Gesamt                | Gesamt               | 349    | 21    | 37      | 45      | 18    | 46               | 1873   |         |

#### Einzelergebnisse
| Saison | 1   | 2   | 3   | 4   | 5   | 6   | 7   | 8   | 9   | 10  | 11  | 12  | 13  | 14  | 15  | 16  | 17  | 18  | 19  | 20  | 21  | 22 | 23 | 24 |
| ------ | --- | --- | --- | --- | --- | --- | --- | --- | --- | --- | --- | --- | --- | --- | --- | --- | --- | --- | --- | --- | --- | -- | -- | -- |
| 2001   |     |     |     |     |     |     |     |     |     |     |     |     |     |     |     |     |     |     |     |     |     |    |    |    |
| 6      | DNF | DNF | DNF | 8   | 4   | 10  | 4   | 10  | 7   | 5   | DNF | 7   | DNS | 7   | DNF | DNF |     |     |     |     |     |    |    |    |
| 2002   |     |     |     |     |     |     |     |     |     |     |     |     |     |     |     |     |     |     |     |     |     |    |    |    |
| 3      | DNF | 12* | DNF | DNF | DNF | DNF | 4   | 3   | DNF | 2   | DNF | 4   | DNF | DNF | DNF | 3   |     |     |     |     |     |    |    |    |
| 2003   |     |     |     |     |     |     |     |     |     |     |     |     |     |     |     |     |     |     |     |     |     |    |    |    |
| 3      | 1   | 2   | 2   | DNF | 2   | 2   | 6   | DNF | 4   | 3   | DNF | 2   | 4   | 2   | 2   |     |     |     |     |     |     |    |    |    |
| 2004   |     |     |     |     |     |     |     |     |     |     |     |     |     |     |     |     |     |     |     |     |     |    |    |    |
| DNF    | DNF | DNF | 8   | 11  | DNF | DNF | 5   | 6   | 7   | 2   | DNF | DNF | 1   | DNF | 3   | 6   | 2   |     |     |     |     |    |    |    |
| 2005   |     |     |     |     |     |     |     |     |     |     |     |     |     |     |     |     |     |     |     |     |     |    |    |    |
| 8      | 9   | 3   | DNF | 1   | 1   | 11* | 1   | DNS | 2   | 3   | DNF | 1   | 1   | 4   | 1   | 2   | 1   | 2   |     |     |     |    |    |    |
| 2006   |     |     |     |     |     |     |     |     |     |     |     |     |     |     |     |     |     |     |     |     |     |    |    |    |
| 3      | DNF | 2   | 5   | 4   | 5   | DNF | 3   | 3   | DNF | 5   | 3   | DNF | DNF | 2   | DNF | 5   | 5   |     |     |     |     |    |    |    |
| 2007   |     |     |     |     |     |     |     |     |     |     |     |     |     |     |     |     |     |     |     |     |     |    |    |    |
| 1      | 3   | 3   | DNF | 8   | 5   | 4   | 1   | 1   | DNF | 2   | 2   | 3   | 1   | 3   | 1   | 1   |     |     |     |     |     |    |    |    |
| 2008   |     |     |     |     |     |     |     |     |     |     |     |     |     |     |     |     |     |     |     |     |     |    |    |    |
| 8*     | 1   | 2   | 1   | 3   | 9   | DNF | 2   | 4   | 6   | 3   | DNF | 18* | 9   | 15* | 3   | 3   | 3   |     |     |     |     |    |    |    |
| 2009   |     |     |     |     |     |     |     |     |     |     |     |     |     |     |     |     |     |     |     |     |     |    |    |    |
| 15*    | 14  | 10  | 6   | DNF | 3   | 9   | 8   | DNF | 2   | 3   | 1   | 3   | 10  | 4   | 6   | 12  |     |     |     |     |     |    |    |    |
| 2012   |     |     |     |     |     |     |     |     |     |     |     |     |     |     |     |     |     |     |     |     |     |    |    |    |
| 7      | 5   | 14  | 2   | 3   | 9   | 8   | 2   | 5   | 3   | 2   | 3   | 5   | 6   | 6   | 5   | 7   | 1   | 6   | 10  |     |     |    |    |    |
| 2013   |     |     |     |     |     |     |     |     |     |     |     |     |     |     |     |     |     |     |     |     |     |    |    |    |
| 1      | 7   | 2   | 2   | 2   | 10  | 9   | 5   | 2   | 2   | DNF | 11  | 3   | 2   | 5   | 7   | DNF | INJ | INJ |     |     |     |    |    |    |
| 2014   |     |     |     |     |     |     |     |     |     |     |     |     |     |     |     |     |     |     |     |     |     |    |    |    |
| 7      | 12  | 10  | 8   | 7   | 12  | 10  | 10  | DNF | 11  | 6   | 4   | 9   | 8   | 12  | 9   | 13  | 7   | 10  |     |     |     |    |    |    |
| 2015   |     |     |     |     |     |     |     |     |     |     |     |     |     |     |     |     |     |     |     |     |     |    |    |    |
| DNF    | 4   | 4   | 2   | 5   | 6   | 4   | DNF | 8   | DNF | 7   | 5   | 3   | 4   | 8   | DNF | DNF | 4   | 3   |     |     |     |    |    |    |
| 2016   |     |     |     |     |     |     |     |     |     |     |     |     |     |     |     |     |     |     |     |     |     |    |    |    |
| DNF    | 2   | 5   | 3   | 2   | DNF | 6   | 4   | 3   | 5   | 6   | 6   | 9   | 4   | 4   | 4   | 5   | DNF | 6   | DNF | 6   |     |    |    |    |
| 2017   |     |     |     |     |     |     |     |     |     |     |     |     |     |     |     |     |     |     |     |     |     |    |    |    |
| 4      | 5   | 4   | 3   | DNF | 2   | 7   | 14* | 5   | 3   | 2   | 4   | 5   | DNF | DNS | 5   | 3   | 3   | 3   | 4   |     |     |    |    |    |
| 2018   |     |     |     |     |     |     |     |     |     |     |     |     |     |     |     |     |     |     |     |     |     |    |    |    |
| 3      | DNF | 3   | 2   | DNF | 4   | 6   | 3   | 2   | 3   | 3   | 3   | DNF | 2   | 5   | 4   | 5   | 1   | 3   | 3   | DNF |     |    |    |    |
| 2019   |     |     |     |     |     |     |     |     |     |     |     |     |     |     |     |     |     |     |     |     |     |    |    |    |
| 8      | 7   | 9   | 10  | 14  | 17  | 15  | 7   | 9   | 8   | 12  | 7   | 16  | 15  | DNF | 13  | 12  | DNF | 11  | 4   | 13  |     |    |    |    |
| 2020   |     |     |     |     |     |     |     |     |     |     |     |     |     |     |     |     |     |     |     |     |     |    |    |    |
| DNF    | 11  | 15  | 17  | 15  | 14  | 12  | 13  | 9   | 14  | 12  | 11  | 9   | 15  | 15  | 14  | 12  |     |     |     |     |     |    |    |    |
| 2021   |     |     |     |     |     |     |     |     |     |     |     |     |     |     |     |     |     |     |     |     |     |    |    |    |
| 11     | 13  | DNF | 12  | 11  | 10  | 17  | 11  | 15  | 15  | 10  | 18  | PO  | INJ | 8   | 12  | 13  | 8   | 12  | 14  | 15  | DNF |    |    |    |

| Legende  | Legende            | Legende                                                          |
| Farbe    | Abkürzung          | Bedeutung                                                        |
| -------- | ------------------ | ---------------------------------------------------------------- |
| Gold     | –                  | Sieg                                                             |
| Silber   | –                  | 2. Platz                                                         |
| Bronze   | –                  | 3. Platz                                                         |
| Grün     | –                  | Platzierung in den Punkten                                       |
| Blau     | –                  | Klassifiziert außerhalb der Punkteränge                          |
| Violett  | DNF                | Rennen nicht beendet (did not finish)                            |
| Violett  | NC                 | nicht klassifiziert (not classified)                             |
| Rot      | DNQ                | nicht qualifiziert (did not qualify)                             |
| Rot      | DNPQ               | in Vorqualifikation gescheitert (did not pre-qualify)            |
| Schwarz  | DSQ                | disqualifiziert (disqualified)                                   |
| Weiß     | DNS                | nicht am Start (did not start)                                   |
| Weiß     | WD                 | zurückgezogen (withdrawn)                                        |
| Hellblau | PO                 | nur am Training teilgenommen (practiced only)                    |
| Hellblau | TD                 | Freitags-Testfahrer (test driver)                                |
| ohne     | DNP                | nicht am Training teilgenommen (did not practice)                |
| ohne     | INJ                | verletzt oder krank (injured)                                    |
| ohne     | EX                 | ausgeschlossen (excluded)                                        |
| ohne     | DNA                | nicht erschienen (did not arrive)                                |
| ohne     | C                  | Rennen abgesagt (cancelled)                                      |
| ohne     | keine WM-Teilnahme |                                                                  |
| sonstige | P/fett             | Pole-Position                                                    |
| sonstige | 1/2/3/4/5/6/7/8    | Punktplatzierung im Sprint-/Qualifikationsrennen                 |
| sonstige | SR/kursiv          | Schnellste Rennrunde                                             |
| sonstige | *                  | nicht im Ziel, aufgrund der zurückgelegten Distanz aber gewertet |
| sonstige | ()                 | Streichresultate                                                 |
| sonstige | unterstrichen      | Führender in der Gesamtwertung                                   |

#### Rekorde in der Formel 1
- Die meisten dritten Plätze: 45
- Die meisten Siege im Debütjahr für einen Ferrari-Fahrer: 6 (2007)
- Die meisten schnellsten Rennrunden in einer Saison: 10 (2005, 2008) 1
- Die meisten schnellsten Rennrunden in Melbourne: 6 (2002, 2003, 2006, 2007, 2013, 2017)
- Die längste Dauer zwischen zwei Pole Positions: 129 Qualifikationen
- Die längste Dauer zwischen zwei Siegen: 113 Rennen (2044 Tage)

Anmerkungen:

### Einzelergebnisse in der WRC
| Jahr | Team                 | Fahrzeug                | 1   | 2   | 3   | 4   | 5   | 6   | 7   | 8   | 9   | 10  | 11  | 12  | 13  | Punkte | Rang |
| ---- | -------------------- | ----------------------- | --- | --- | --- | --- | --- | --- | --- | --- | --- | --- | --- | --- | --- | ------ | ---- |
| 2009 | Tommi Mäkinen Racing | Fiat Grande Punto S2000 | IRL | NOR | CYP | POR | ARG | ITA | GRE | POL | FIN | AUS | ESP | GBR |     | -      | -    |
| 2009 | Tommi Mäkinen Racing | Fiat Grande Punto S2000 |     |     |     |     |     | DNF |     |     |     |     |     |     |     | -      | -    |
| 2010 | Citroën Junior Team  | Citroën C4 WRC          | SWE | MEX | JOR | TUR | NZL | POR | BUL | FIN | DEU | JPN | FRA | ESP | GBR | 25     | 10   |
| 2010 | Citroën Junior Team  | Citroën C4 WRC          | 29  | DNF | 8   | 5   |     | 10  | 11  | 25  | 7   | DNF | DNF | DNS | 8   | 25     | 10   |
| 2011 | ICE 1 Racing         | Citroën DS3 WRC         | SWE | MEX | POR | JOR | ITA | ARG | GRE | FIN | DEU | AUS | FRA | ESP | GBR | 34     | 10   |
| 2011 | ICE 1 Racing         | Citroën DS3 WRC         | 8   |     | 7   | 6   |     |     | 7   | 9   | 6   | DNA | DNF | DNF | DNF | 34     | 10   |

| Farbe   | Abkürzung          | Bedeutung                                                                 |
| ------- | ------------------ | ------------------------------------------------------------------------- |
| Gold    | –                  | Sieg                                                                      |
| Silber  | –                  | 2. Platz                                                                  |
| Bronze  | –                  | 3. Platz                                                                  |
| Grün    | –                  | Platzierung in den Punkten                                                |
| Blau    | –                  | Klassifiziert außerhalb der Punkteränge                                   |
| Violett | DNF                | Rallye nicht beendet (did not finish)                                     |
| Schwarz | DSQ                | Während oder nach der Rallye disqualifiziert (disqualified)               |
| Weiß    | DNS                | nicht am Start (did not start)                                            |
| Ohne    | 1 2 3              | hochgestellte Zahlen sind punkteberechtigte Platzierungen der Power-Stage |
| Ohne    | keine WM-Teilnahme |                                                                           |
| Ohne    | INJ                | verletzt oder krank (injured)                                             |
| Ohne    | EX                 | An der Teilnahme an der Rallye ausgeschlossen (excluded)                  |
| Ohne    | DNA                | nicht erschienen (did not arrive)                                         |
| Ohne    | †                  | verstorben                                                                |